# Syntenin-1
Syntenin-1‏ (Syndecan binding protein) هوَ بروتين يُشَفر بواسطة جين Syntenin-1 في الإنسان.